# In medias res
Az in media(s) res (ejtsd: in mediász rész, latin kifejezés, magyarra fordítva: a dolgok közepébe vágva) egy írói technika, amelynél az elbeszélés a történet közepén kezdődik, és nem az elején (ab ovo vagy ab initio). A történet előzményeit az elbeszélésben gyakran később, visszapillantások útján mutatja be az alkotó. Klasszikus művek, amelyek így kezdődnek, például Vergilius Aeneise vagy Homérosz Iliasza.
Mind az in medias res, mind az ab ovo kifejezés Horatius római költő Ars Poetica című művéből származik.
A kifejezésnek az irodalmon kívüli jelentése az, amikor idő hiányában az egyébként szokásos előkészületek helyett egyből a lebonyolítás következik.